# جيمس موراي ميسون
جيمس موراي ميسون (بالإنجليزية: James Murray Mason) (3 نوفمبر 1798 - 28 أبريل 1871) كان ممثل الولايات المتحدة وعضو مجلس الشيوخ من ولاية فرجينيا. وكان حفيد جورج ميسون ومثل الولايات الكونفدرالية الأمريكية مفوضا وعين من الكونفدرالية إلى المملكة المتحدة وفرنسا بين عامي 1861 و1865 أثناء الحرب الأهلية الأمريكية.

## روابط خارجية
- جيمس موراي ميسون على موقع الموسوعة البريطانية (الإنجليزية)
- Chisholm, Hugh, ed. (1911). "Mason، جيمس موراي ميسون" . Encyclopædia Britannica (بالإنجليزية) (11th ed.).
- "، جيمس موراي ميسون" . The New Student's Reference Work . 1914. {{استشهاد بموسوعة}}: يحتوي الاستشهاد على وسيط غير معروف وفارغs: |HIDE_PARAMETER10=، |HIDE_PARAMETER4=، |HIDE_PARAMETER2=، |HIDE_PARAMETER11=، |HIDE_PARAMETER13=، |HIDE_PARAMETER8=، |HIDE_PARAMETER9=، |HIDE_PARAMETER5=، |HIDE_PARAMETER1=، |HIDE_PARAMETER3=، |HIDE_PARAMETER7=، |HIDE_PARAMETER6=، و|HIDE_PARAMETER12= (مساعدة)